# Quehuar
El Nevado de Quehuar, de Quevar o de Queva és un volcà amb una altitud de 6.130 msnm situat a la serralada dels Andes, a la província de Salta, Argentina. És un volcà inactiu cobert de neu estacional gran part de l'any i conserva una petita glacera dins el cràter. És a l'altiplà argentí, d'una altitud entre 3.800 i 4.000 msnm, al nord de l'Argentina.

## Toponímia
El nom Quehuar és el mateix nom de l'ètnia quehuare, que vivia al sud de Cusco, designada com a «inques per privilegi». Aparentment els quivar-guaros, o quehuar-huaros, haurien estat enviats com a colons mitimaes pels inques a Copacabana (Bolívia), al llac Titicaca. Hi ha la possibilitat que els inques els hagen enviat també a llocs més distants i podrien haver arribat com a colons a l'àrea de Quehuar.
Se'n pot trobar una pista quan Lorandi esmenta una referència històrica semblant del 1600 en què s'indica que els inques enviaren colons de la vall Chicoana, o Sikuani, propera a Cusco, cap a la zona que hui forma part del nord-oest de l'Argentina i anomenaren l'indret on es traslladaren de la mateixa manera. El poble de Chicoana és a la província de Salta i encara conserva el mateix nom.

## Jaciment arqueològic
El volcà Quehuar és una de les poques muntanyes en què s'han trobat restes congelades d'un sacrifici humà de l'època de l'Imperi inca. A prop del punt més alt del cim aparegueren dues inusuals estructures cerimonials inques. Una d'elles podria ser l'únic exemple d'ushniv, plataforma esglaonada inca, situada en un lloc cerimonial de gran altitud.
Al 1999, durant una expedició dirigida pels arqueòlegs Johan Reinhard, José Antonio Chávez i Constanza Ceruti al cim del Quehuar, recuperaren les restes d'una mòmia d'una xiqueta inca, sacrificada en una cerimònia de capac cocha, que havia estat dinamitada per cercadors de tresors.